# Brotherhood of Man
Brotherhood of Man er en britisk popgruppe der blev dannet i 1970'erne og som blev verdensberømte med sangen "Save Your Kisses For Me", som de vandt med ved Eurovision Song Contest 1976.

## Medlemmer
- Nicky Stevens
- Sandra Stevens
- Martin Lee
- Lee Sheriden
- Barry Upton

## Singleudgivelser
- "United We Stand" (1970) UK Singles Chart – #10.
- "Where Are You Going To My Love" (1970) – UK #22.
- "This Boy" (1970)
- "Reach Out Your Hand" (1971)
- "Lady" (1974)
- "Kiss Me, Kiss Your Baby" (1975)
- "Save Your Kisses for Me" (1976) – UK #1
- "My Sweet Rosalie" (1976) – UK #30
- "New York City"
- "Oh Boy (The Mood I'm In)" (1977) – UK #8
- "Angelo" (1977) UK #1
- "Highwayman"
- "Figaro" (1978) – UK #1
- "Beautiful Lover" (1978) – UK #15
- "Middle Of The Night" (1978) – UK #41
- "Papa Louis" (1979)
- "Lightning Flash" (1982) – UK #67